# Don Quixote (filme de 1915)
Don Quixote é um filme mudo de 1915, dirigido por Edward Dillon. O diretor também aparece entre os intérpretes do filme estrelado por DeWolf Hopper Sr., famoso ator teatral da época, estrelado por Fay Tincher no papel de Dulcinea e por Max Davidson no de Sancho Pança.
Baseado no romance El ingenioso hidalgo Don Quijote de la Mancha, é uma das inúmeras adaptações cinematográficas do romance de Miguel de Cervantes y Saavedra.

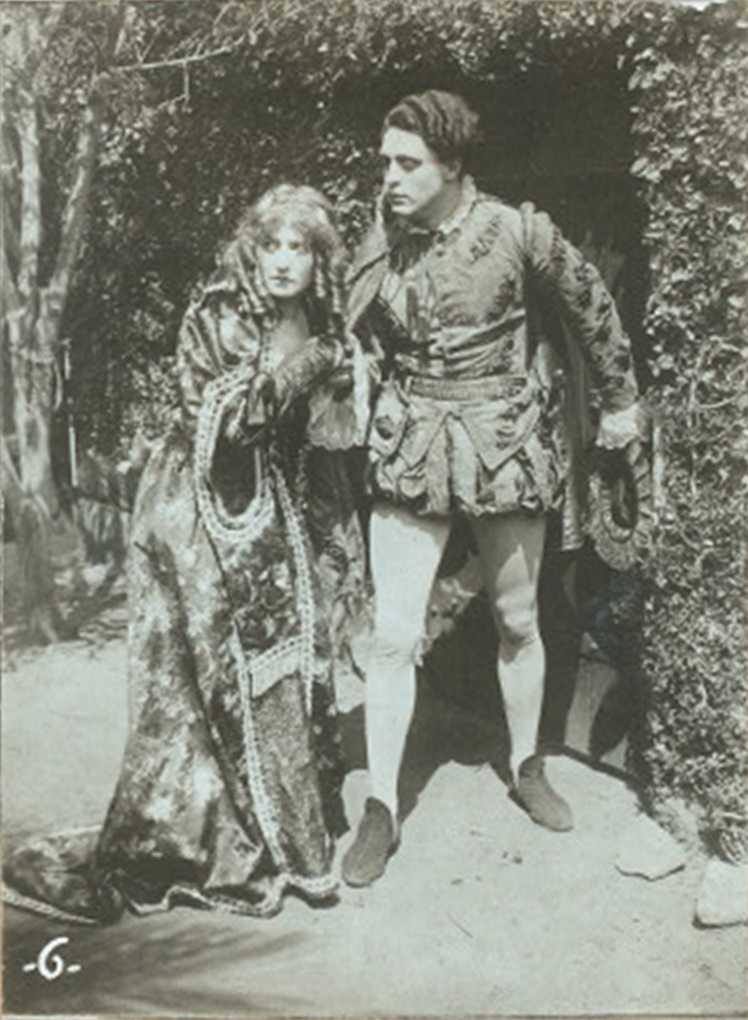
Rhea Mitchell e George Walsh

## Elenco
- George Walsh
- Fay Tincher como Dulcinea
- Rhea Mitchell como Lucinda
- DeWolf Hopper Sr. como Alonso Quijano
- Chester Withey como Don Fernando
- Max Davidson como Sancho Pança
- Julia Faye como Dorothea
- Edward Dillon
- Carl Stockdale
- 'Baby' Carmen De Rue
- Georgie Stone

## Produção
O filme foi produzido pela Fine Arts Film Company. Foi filmado de setembro de 1915 a novembro de 1915.[carece de fontes?]

## Distribuição
Distribuído pela Triangle Distributing , o filme foi lançado nos cinemas dos Estados Unidos em 27 de fevereiro de 1916, após ter estreado no Knickerbocker Theatre em Nova York em 19 de dezembro de 1915.